# Tumulus de Saives
Le tumulus de Saives ou tombe de Saives appelé localement À la Tombe est un tumulus situé à Celles dans la commune belge de Faimes en province de Liège. 
Il est repris sur la liste du patrimoine exceptionnel de la Région wallonne depuis le 6 décembre 1976.

## Localisation
Ce tumulus se situe dans la campagne cultivée entre les localités hesbignonnes de Celles, Saives et Termogne.
La route nationale 69 qui était l'ancienne chaussée romaine reliant Bavay à Cologne passe à environ 1 500 m à l'ouest à hauteur des cinq tumuli d'Omal.

## Historique
Le site a été fouillé par G. de Looz en 1874. Un grand caveau central de plan trapézoïdal y a été mis au jour. Le mobilier funéraire de ce caveau contenait des harnachements en cuir décoré en bronze et des mors de chevaux constitués d'un filet rehaussé d'incrustations. Ces découvertes sont visibles au Musée d'Art et d'Histoire ainsi qu'au Musée Grand Curtius de Liège.

## Description
Il s'agit d'un tumulus boisé d'un diamètre de 42 m à 46,5 m et d'une hauteur de 6 m.
Le tumulus est repris sur la liste du patrimoine immobilier classé de Faimes et sur la liste du patrimoine exceptionnel de la Région wallonne.

## Galerie

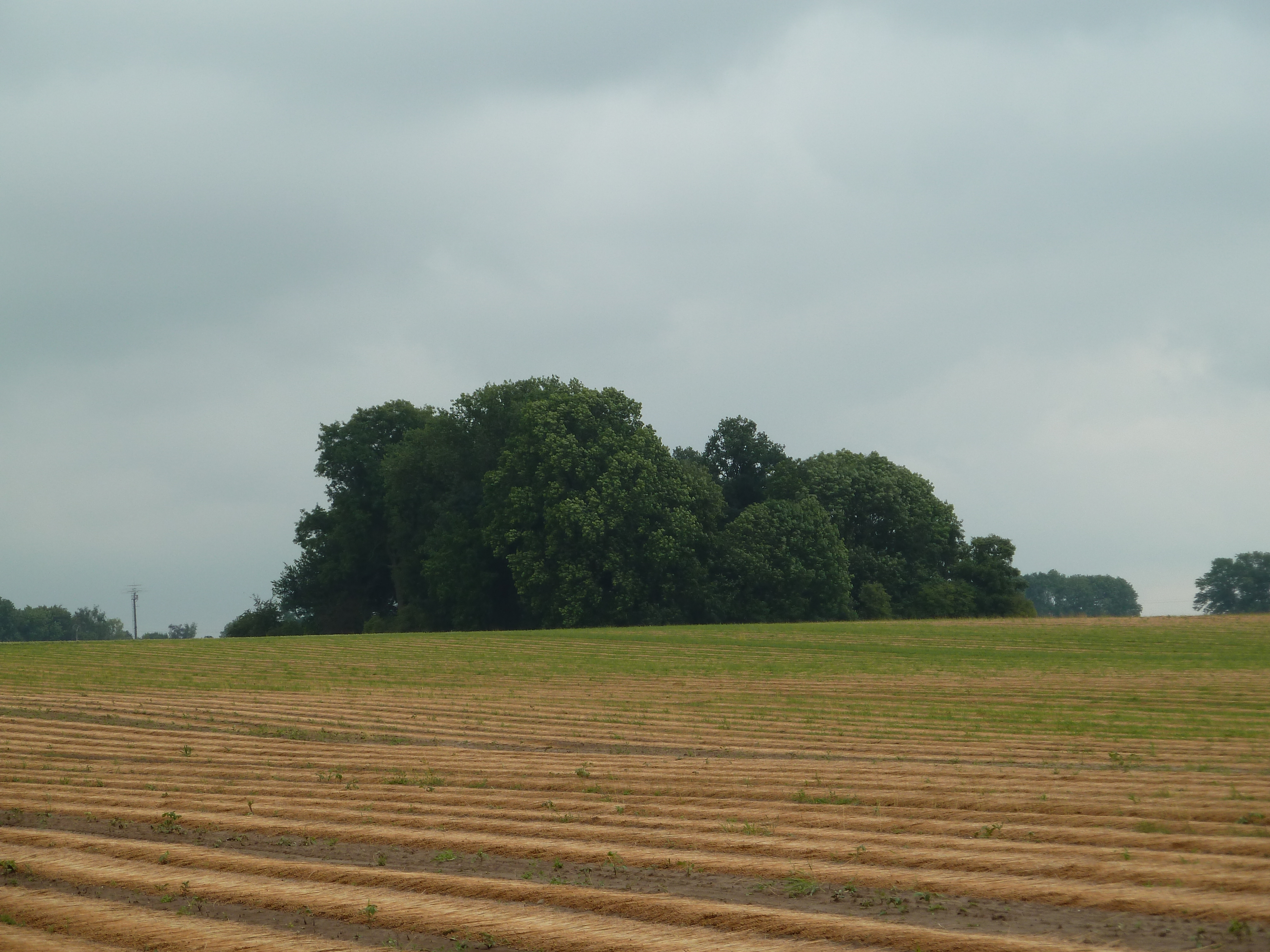
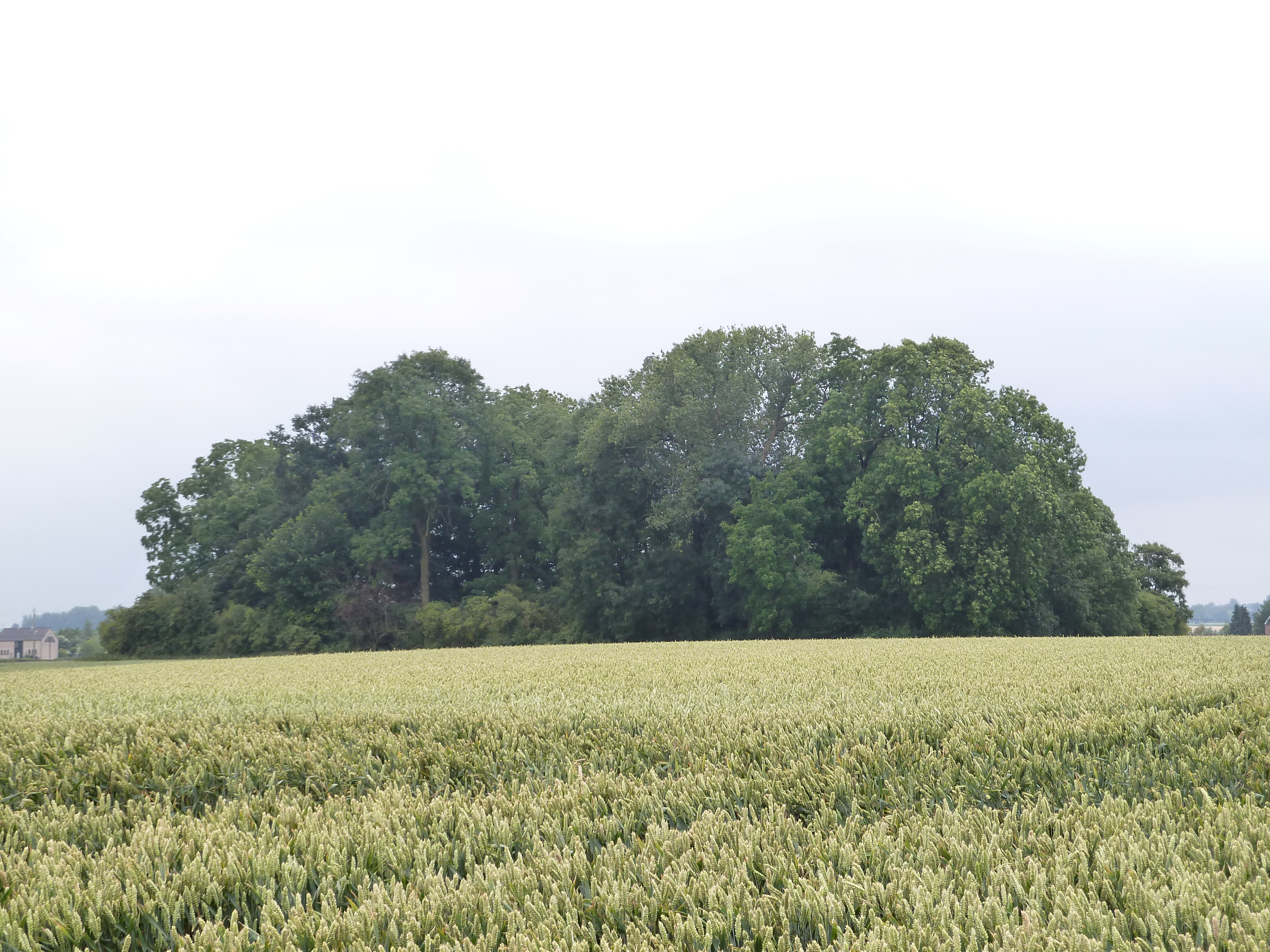